# آداکیت
آداکیت (انگلیسی: Adakite) نوعی از سنگ است.
آداکیت‌ها سنگ‌های آتشفشانی با ترکیبی بینابین تا فلسیک هستند که ویژگی‌های ژئوشیمیایی ماگمایی را دارند که در ابتدا تصور می‌شد از ذوب بخشی بازالت تغییر یافته که در زیر کمان‌های آتشفشانی فرورانش می‌کند، تشکیل شده‌اند.
بیشتر ماگماهای مشتق شده در مناطق فرورانش از گوشته بالای صفحه فرورانش می‌آیند، زمانی که سیالات آبدار از کانی‌هایی که در بازالت دگرگون شده تجزیه می‌شوند آزاد می‌شوند، به داخل گوشته بالا می‌روند و ذوب بخشی را آغاز می‌کنند. با این حال، دفانت و دراموند تشخیص دادند که وقتی پوسته اقیانوسی جوان (کمتر از ۲۵ میلیون سال) فرورانش می‌کند، معمولاً آداکیت‌ها در کمان تولید می‌شوند. آنها فرض کردند که وقتی پوسته اقیانوسی جوان فرورانش می‌کند، «گرمتر» (نزدیکتر به پشته میانی اقیانوس که در آن تشکیل شده است) از پوسته‌ای است که معمولاً فرورانش می‌کند. پوسته گرمتر، ذوب شدن بازالت فرورانش شده دگرگون شده را به جای گوشته بالا امکان‌پذیر می‌کند. کار تجربی توسط چندین محقق، ویژگی‌های ژئوشیمیایی «ذوب‌های صفحه‌ای» و این ادعا را که ذوب‌ها می‌توانند از پوسته جوان و در نتیجه گرمتر در مناطق فرورانش تشکیل شوند، تأیید کرده است.
ویژگی‌های ژئوشیمیایی که دفانت و دراموند برای آداکیت‌ها ارائه کردند عبارتند از:
- SiO2 بیشتر از ۵۶ درصد وزنی
- Al2O3 بزرگتر یا مساوی ۱۵ درصد وزنی
- MgO معمولاً کمتر از ۳ درصد وزنی
- Sr بیشتر از 400 ppm
- Y کمتر از 18 ppm
- Yb کمتر از 1.9 ppm
- 87Sr/86Sr معمولاً کمتر از ۰٫۷۰۴۵

بعدها دفانت و کپژینسکاس این موضوع را با جزئیات بیشتری بررسی کردند و اشاره کردند که آداکیت‌ها با بسیاری از ذخایر معدنی از جمله طلا و مس مرتبط هستند.
دراموند و دفانت خاطرنشان کردند که تروندژمیت‌های نخست‌زیستی (که بیشتر پوسته باستانی قاره‌ها را تشکیل می‌دهند) دارای ویژگی‌های زمین‌شیمیایی مشابه آداکیت‌ها هستند. آنها پیشنهاد کردند که کل پوسته نخست‌زیستی ممکن است از ذوب بخشی پوسته اقیانوسی فرورانش شده در طول آرکئن (> ۲٫۵ میلیارد سال پیش) مشتق شده باشد، زیرا در طول زمین اولیه دمای گوشته بسیار گرمتر بود و پوسته اقیانوسی بیشتری تولید و در جوانی فرورانش می‌کرد. این پیشنهاد بحث‌برانگیز بوده و هنوز در بین جامعه علمی مورد بحث است. تفسیر جایگزین این است که پوسته قاره‌ای از ذوب بخشی بازالت‌های پوسته پایینی مشتق شده است. همین ایده برای تولید آداکیت‌ها نیز فرض شده است. با این حال، این فرضیه همبستگی بین پوسته جوان فرورانش شده و فوران‌های آداکیتی و همچنین این واقعیت را که Yb و Y پایین‌تر در آداکیت‌ها نشان می‌دهد که نارسنگ در منبع پایدار است، توضیح نمی‌دهد. نارسنگ فقط تحت فشارهای بالا در داخل زمین تشکیل می‌شود و در پوسته پایینی زیر برخی از کمان‌های جزیره‌ای که آداکیت‌ها را فوران می‌کنند، پایدار نخواهد بود. برای خلاصه جدیدتر به Martin et al. مراجعه کنید.
آداکیت‌های کم منیزیم ممکن است نشان دهنده ذوب بخشی نسبتاً خالص یک بازالت فرورانش شده باشند، در حالی که آداکیت‌های پر منیزیم یا آندزیت‌های پر منیزیم ممکن است نشان‌دهنده آلودگی مذاب با پریدوتیت‌های گوِهٔ گوشته بالایی باشند. آداکیت‌ها همچنین از منطقه برخورد قاره-قاره در زیر تبت و قفقاز کوچک گزارش شده‌اند.